# ВК Ботев (Ихтиман)
ВК „Ботев“ (Ихтиман) е волейболен клуб от град Ихтиман, Софийска област.
Отборът е редовен участник във Висшата лига, второто ниво на българската национална волейболна лига за мъже.